# Premio a la Mejor Jugadora de Europa de la UEFA 2014-15
El Premio a la Mejor Jugadora de Europa de la UEFA 2014-15 es un galardón que se otorgó por la Unión de Asociaciones de Fútbol Europea (UEFA) a la mejor futbolista europea de la temporada 2014-15. La distinción le fue entregada a la ganadora, Célia Šašić, en Mónaco, el 27 de agosto de 2015.

## Palmarés
Entre las diez seleccionadas a optar a finalistas, el F. F. C. Frankfurt fue el club más representado con cuatro jugadoras, seguido por las tres del Olympique Lyonnais y las dos del F. C. Rosengård.

### Finalistas
| Posición | Futbolista         | Club               | Votos |
| -------- | ------------------ | ------------------ | ----- |
| 1.ª      | Célia Šašić        | F. F. C. Frankfurt | 11    |
| 2.ª      | Amandine Henry     | Olympique Lyonnais | 4     |
| 3.ª      | Dzsenifer Marozsán | F. F. C. Frankfurt | 3     |

### Preseleccionados
Las tres finalistas salieron de un total de doce jugadoras que finalizaron clasificadas según los puntos obtenidos en las votaciones.
| Posición | Futbolista        | Club                      | Puntos |
| -------- | ----------------- | ------------------------- | ------ |
| 4.ª      | Vero Boquete      | F. F. C. Frankfurt        | 8      |
| 4.ª      | Anja Mittag       | F. C. Rosengård           | 8      |
| 6.ª      | Eugénie Le Sommer | Olympique Lyonnais        | 7      |
| 7.ª      | Ramona Bachmann   | F. C. Rosengård           | 6      |
| 8.ª      | Wendie Renard     | Olympique Lyonnais        | 4      |
| 9.ª      | Caroline Seger    | Paris Saint-Germain F. C. | 3      |
| 10.ª     | Nadine Angerer    | Portland Thorns F. C.     | 2      |
| 10.ª     | Simone Laudehr    | F. F. C. Frankfurt        | 2      |
| 12.ª     | Alexandra Popp    | VfL Wolfsburgo            | 0      |